# Phragmipedium schlimii
Phragmipedium schlimii es una especie de orquídea endémica de Colombia.

## Galería

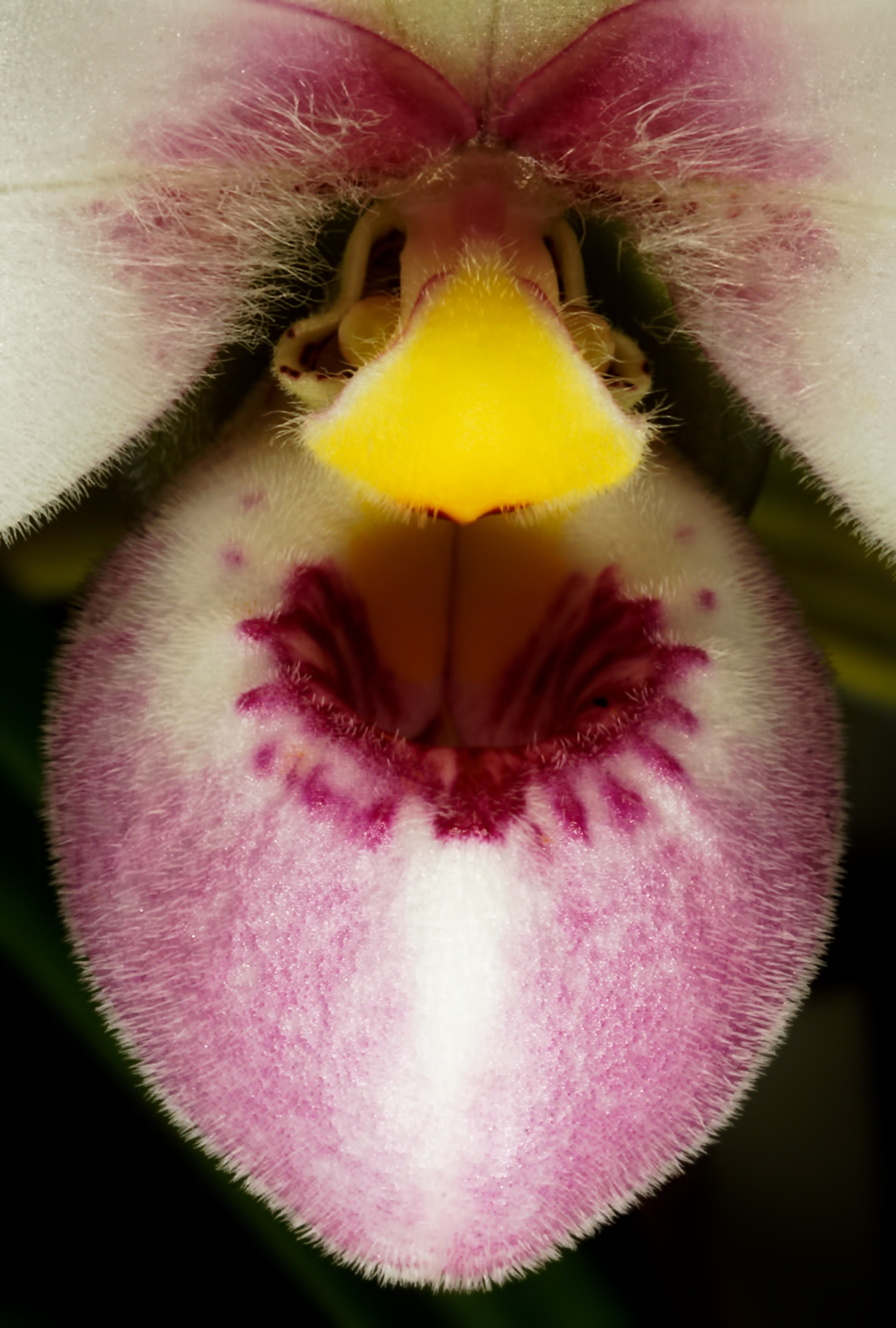
Labelo en detalle.
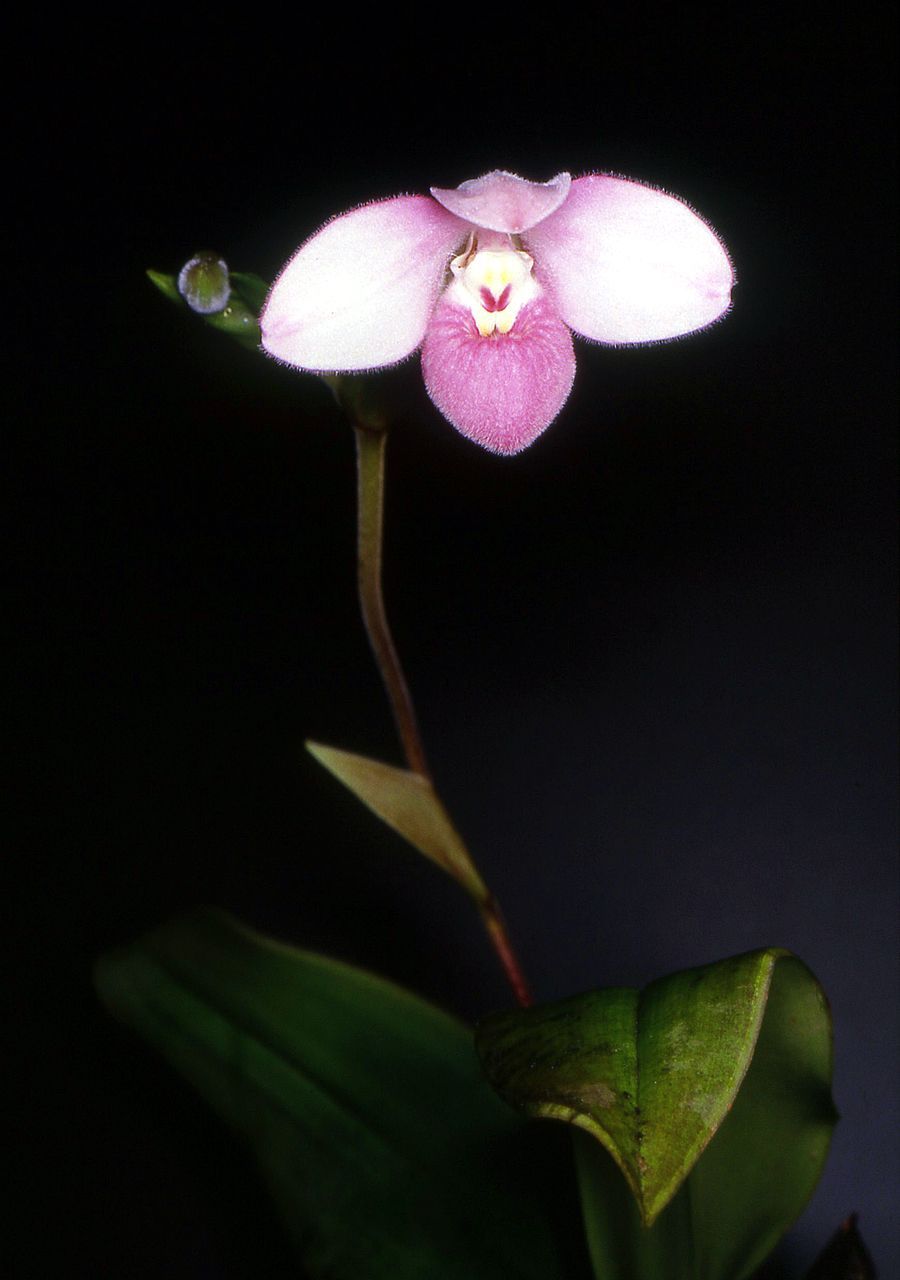
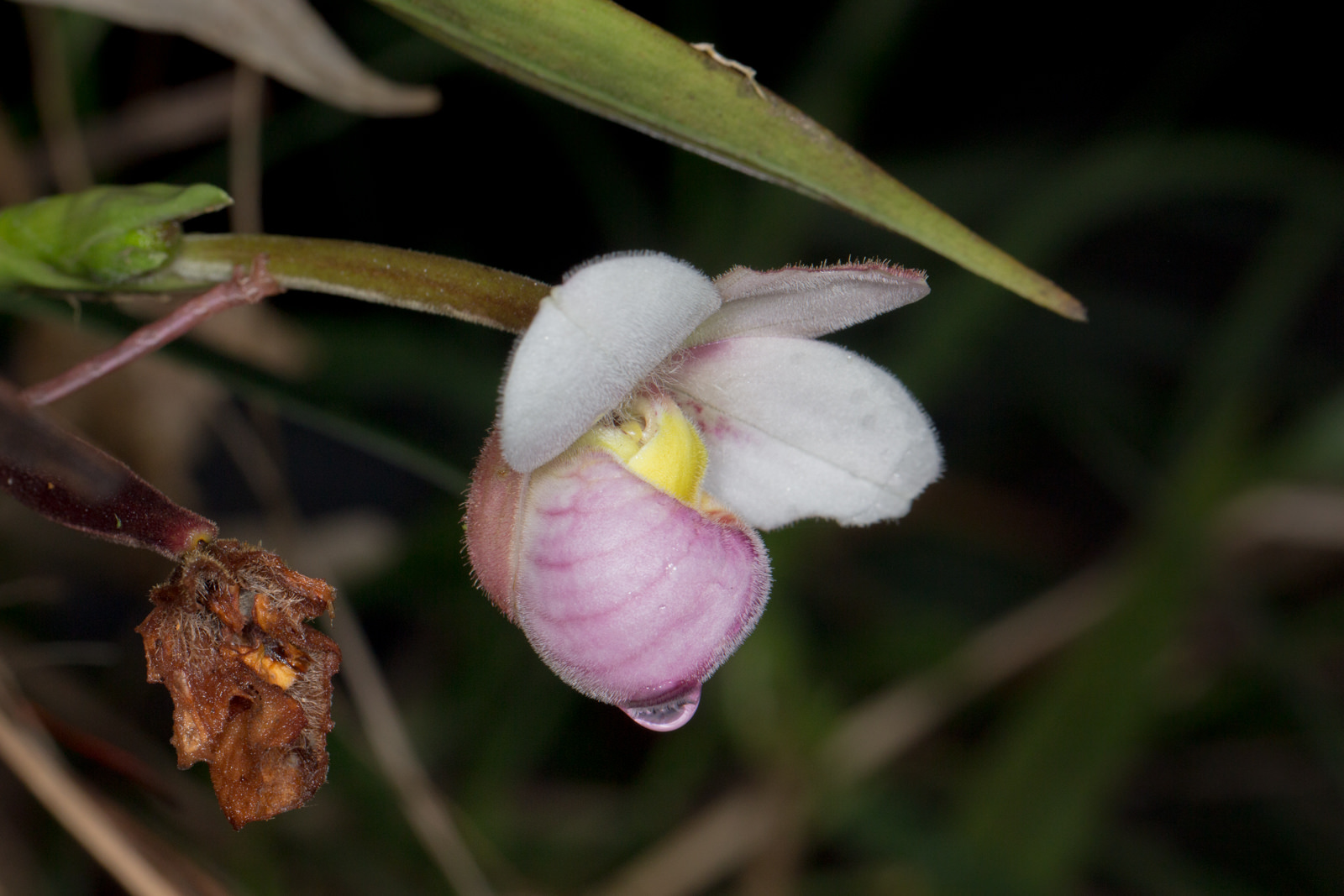
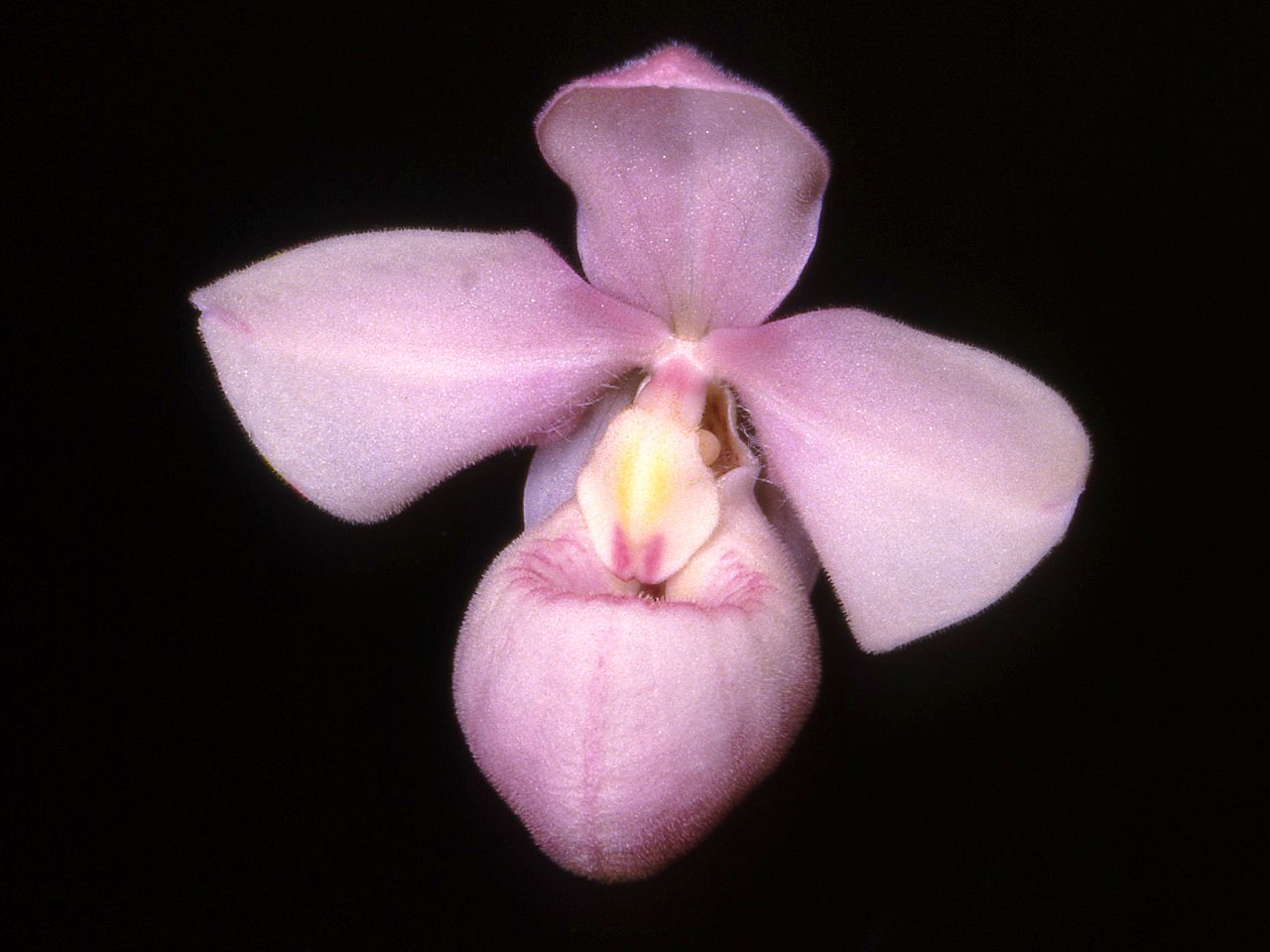
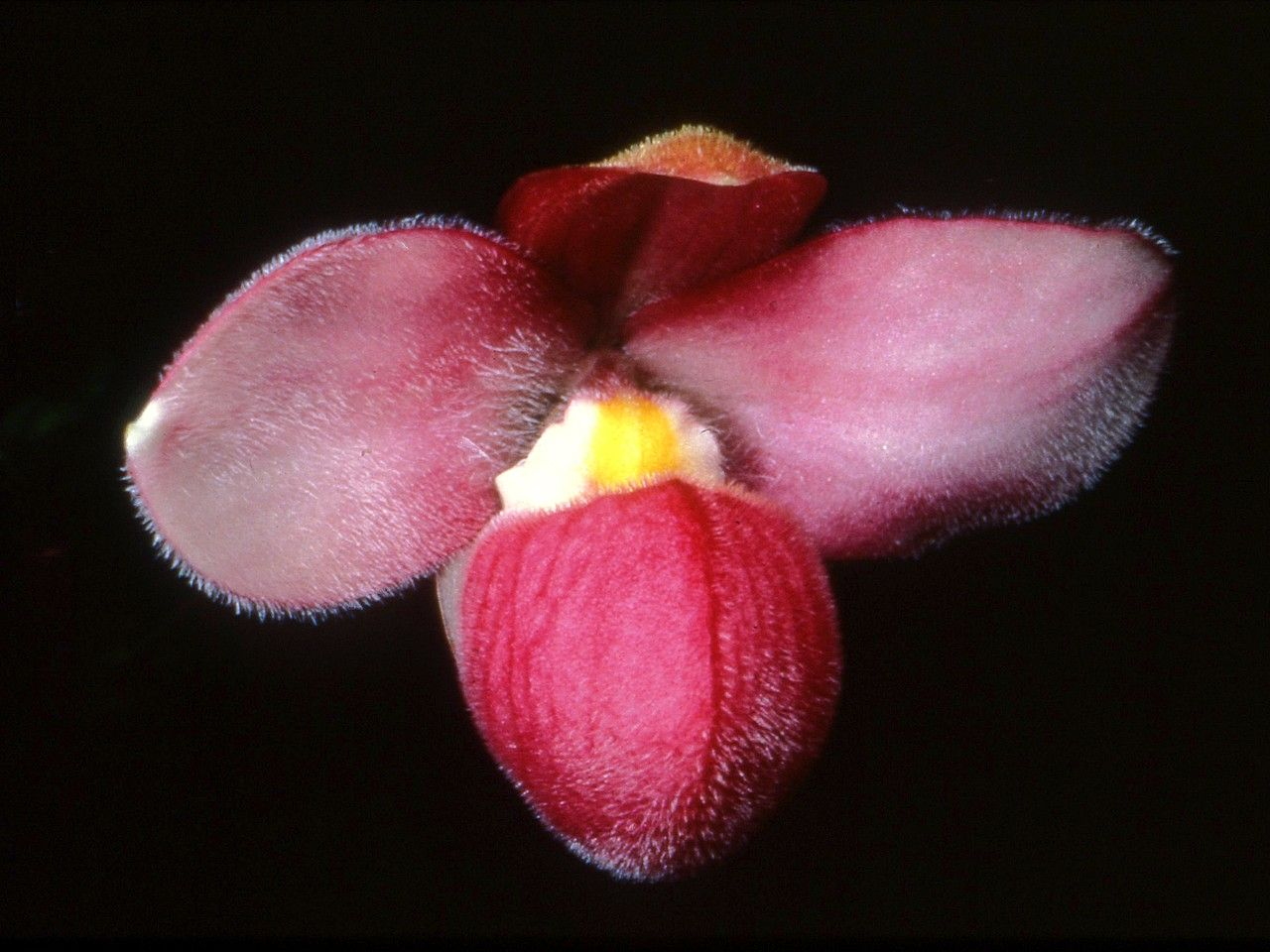
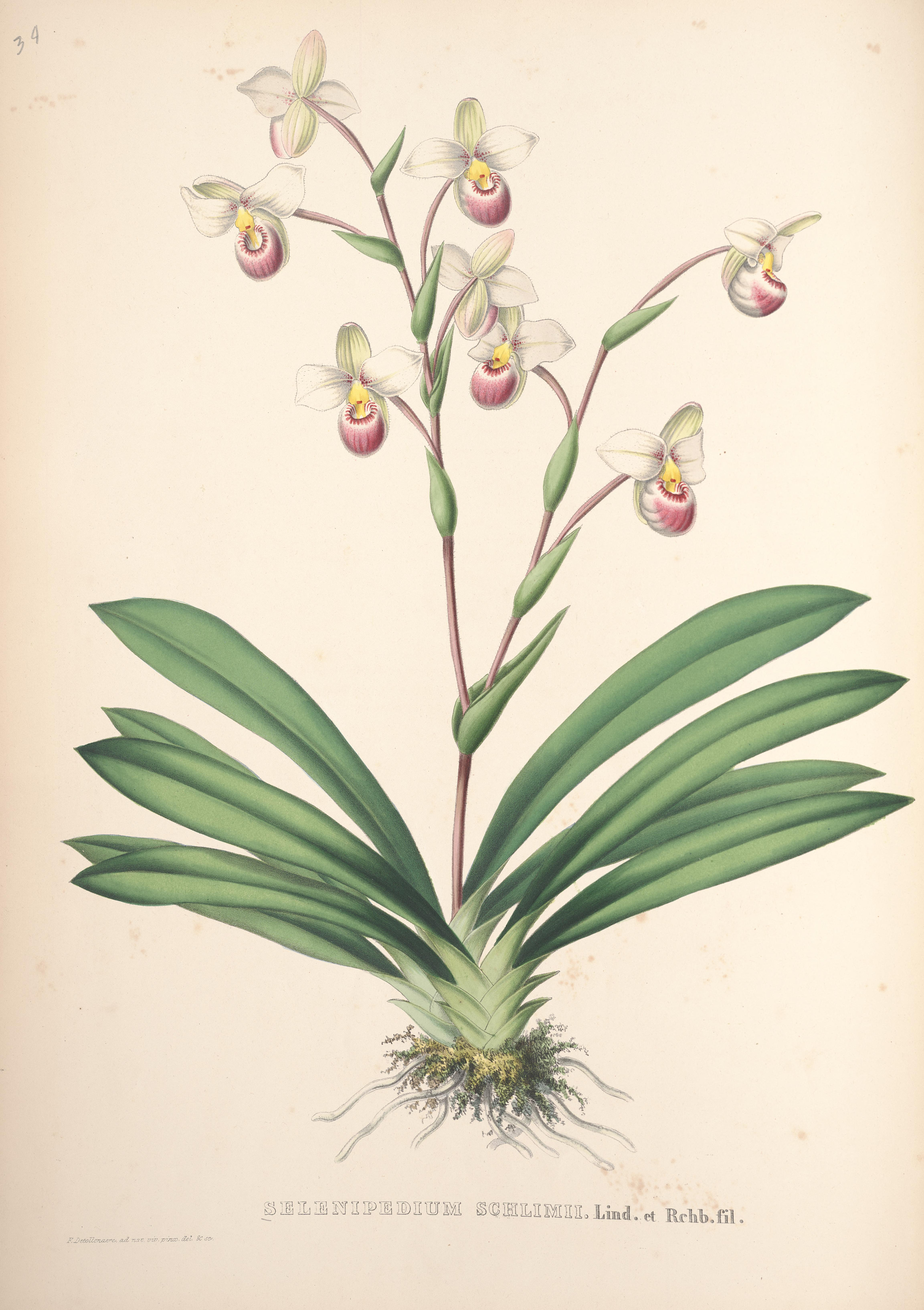
Ilustración